# ФК Бобиште
ФК Бобиште је фудбалски клуб из Бобишта код Лесковца, Србија и тренутно се такмичи у Јабланичкој окружној лиги, петом такмичарском нивоу српског фудбала. Боја опреме је небеско плаво-бела,црвено-бела.

## Историја
Клуб је основан 1953. године.